# Impossible Princess
Impossible Princess este al șaselea album lansat de Kylie Minogue. A fost lansat sub egida casei de discuri Deconstruction Records pe 23 martie 1998 în Marea Britanie, primind recenzii mixte. Majoritatea criticilor au apreciat maturitatea versurilor și subiectele personale, în timp ce alții l-au catalogat ca fiind neinspirat și ne-credebil.
Impossible Princess a fost un succes în Australia, atingând locul 4 în topul albumelor, primind discul de platină pentru cele 70.000 de copii vândute. În Marea Britanie a fost un eșec, vânzând numai 100.000 de copii, cu mult mai puțin față de albumele anterioare.

## Lista cântecelor
| Ediția standard |                       |                                         |                            |         |  |
| Nr.             | Titlu                 | Autor(i)                                | Producător(i)              | Lungime |  |
| 1.              | „Too Far”             | Kylie Minogue                           | Minogue Brothers in Rhythm | 4:43    |  |
| 2.              | „Cowboy Style”        | Minogue Steve Anderson Dave Seaman      | Brothers in Rhythm         | 4:44    |  |
| 3.              | „Some Kind of Bliss”  | Minogue James Dean Bradfield Sean Moore | Dave Eringa Bradfield      | 4:13    |  |
| 4.              | „Did It Again”        | Minogue Anderson Seaman                 | Brothers in Rhythm         | 4:21    |  |
| 5.              | „Breathe”             | Minogue Ball Vauk                       | Minogue Ball Vauk          | 4:37    |  |
| 6.              | „Say Hey”             | Minogue                                 | Minogue Brothers in Rhythm | 3:36    |  |
| 7.              | „Drunk”               | Minogue Anderson Seaman                 | Brothers in Rhythm         | 3:58    |  |
| 8.              | „I Don't Need Anyone” | Minogue Bradfield Nick Jones            | Eringa Bradfield           | 3:12    |  |
| 9.              | „Jump”                | Minogue Rob Dougan                      | Dougan Jay Burnett         | 4:02    |  |
| 10.             | „Limbo”               | Minogue Ball Vauk                       | Ball Vauk                  | 4:05    |  |
| 11.             | „Through the Years”   | Minogue Ball Vauk                       | Ball Vauk                  | 4:19    |  |
| 12.             | „Dreams”              | Minogue Anderson Seaman                 | Brothers in Rhythm         | 3:44    |  |
| Lungime totală: | Lungime totală:       | Lungime totală:                         | Lungime totală:            | 49:57   |  |

| Ediția japoneză |         |                   |               |         |  |
| Nr.             | Titlu   | Autor(i)          | Producător(i) | Lungime |  |
| 13.             | „Tears” | Minogue Ball Vauk | Ball Vauk     | 4:26    |  |